# Happiest Princess
「Happiest Princess」（ハッピエスト・プリンセス）は、新谷良子の7thマキシシングルである。2005年10月5日にLantisからリリースされた。販売元はキングレコード。

## 収録曲
1. Happiest Princess [3:29] 
  - 作詞・作曲：Funta、編曲：宅見将典
  - PlayStation 2『White Princess the second 〜やっぱり一途にいってもそうじゃなくてもOKなご都合主義学園恋愛アドベンチャー!!〜』主題歌
2. バタフライ [3:51] 
  - 作詞・作曲・編曲：宮崎誠
  - インターネットラジオ『ねこだもん。』オープニングテーマ
3. Happiest Princess（off vocal）
4. バタフライ（off vocal）